# 靜岡淺間神社

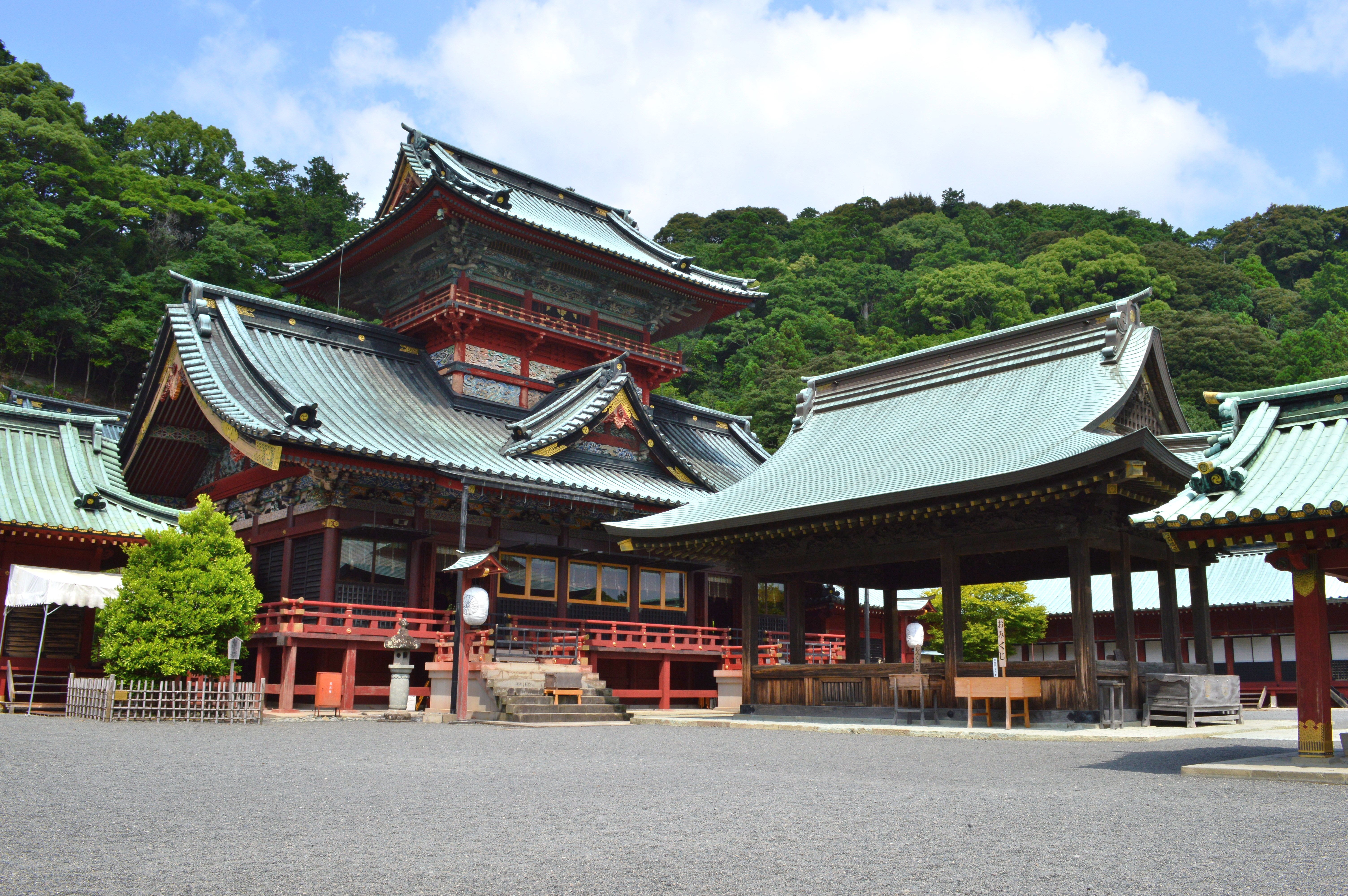
神部神社・淺間神社大拜殿

靜岡淺間神社（日语：静岡浅間神社）是位於靜岡縣靜岡市葵區的一座神社。靜岡淺間神社由神部神社、淺間神社、大歳御祖神社三座獨立的神社組成，為別表神社。
35°07′19″N 138°55′08″E / 35.12194°N 138.91889°E